# Copa Árabe Sub-20 2011
La Copa Árabe Sub-20 2011 fue la primera edición de este torneo de fútbol a nivel de selecciones juveniles organizado por la UAFA y que contó con la participación de 10 selecciones juveniles de África y medio oriente.
El anfitrión Marruecos venció en la final a Arabia Saudita para convertirse en el primer campeón del torneo.

## Participantes
| - Marruecos (anfitrión) - Siria - Sudán - Argelia - Palestina | - Egipto - Arabia Saudita - Baréin - Kuwait - Irak |

## Fase de grupos

### Grupo A
| País      | J | G | E | P | GF | GC | GD | PTS |
| --------- | - | - | - | - | -- | -- | -- | --- |
| Marruecos | 4 | 3 | 1 | 0 | 3  | 0  | +3 | 10  |
| Siria     | 4 | 3 | 0 | 1 | 8  | 4  | +4 | 9   |
| Argelia   | 4 | 2 | 1 | 1 | 7  | 3  | +4 | 7   |
| Sudán     | 4 | 1 | 0 | 3 | 3  | 7  | –4 | 3   |
| Palestina | 4 | 0 | 0 | 4 | 1  | 8  | –7 | 0   |

| Equipo 1  | Resultado | Equipo 2  |
| --------- | --------- | --------- |
| Palestina | 0-2       | Argelia   |
| Marruecos | 1-0       | Sudán     |
| Argelia   | 1-3       | Siria     |
| Marruecos | 1-0       | Palestina |
| Palestina | 1-3       | Siria     |
| Sudán     | 0-4       | Argelia   |
| Palestina | 0-2       | Sudán     |
| Siria     | 0-1       | Marruecos |
| Marruecos | 0-0       | Argelia   |
| Sudán     | 1-2       | Siria     |

### Grupo B
| País           | J | G | E | P | GF | GC | GD | PTS |
| -------------- | - | - | - | - | -- | -- | -- | --- |
| Arabia Saudita | 4 | 4 | 0 | 0 | 6  | 1  | +5 | 12  |
| Egipto         | 4 | 3 | 0 | 1 | 6  | 2  | +4 | 9   |
| Irak           | 4 | 2 | 0 | 2 | 6  | 4  | +2 | 6   |
| Baréin         | 4 | 1 | 0 | 3 | 5  | 8  | –3 | 3   |
| Kuwait         | 4 | 0 | 0 | 4 | 1  | 9  | –8 | 0   |

| Equipo 1       | Resultado | Equipo 2       |
| -------------- | --------- | -------------- |
| Irak           | 2-0       | Baréin         |
| Kuwait         | 0-1       | Arabia Saudita |
| Baréin         | 0-3       | Egipto         |
| Kuwait         | 0-3       | Irak           |
| Irak           | 1-2       | Egipto         |
| Arabia Saudita | 2-1       | Baréin         |
| Irak           | 0-2       | Arabia Saudita |
| Egipto         | 1-0       | Kuwait         |
| Kuwait         | 1-4       | Baréin         |
| Egipto         | 0-1       | Arabia Saudita |

## Final
| Equipo 1  | Resultado   | Equipo 2       |
| --------- | ----------- | -------------- |
| Marruecos | 3-3 (3-1 p) | Arabia Saudita |

## Campeón
| Copa Árabe Sub-20 2011 |
| ---------------------- |
| Bandera de Marruecos   |
| Marruecos 1º Título    |